# Arbre creux
Pour les articles homonymes, voir Creux.

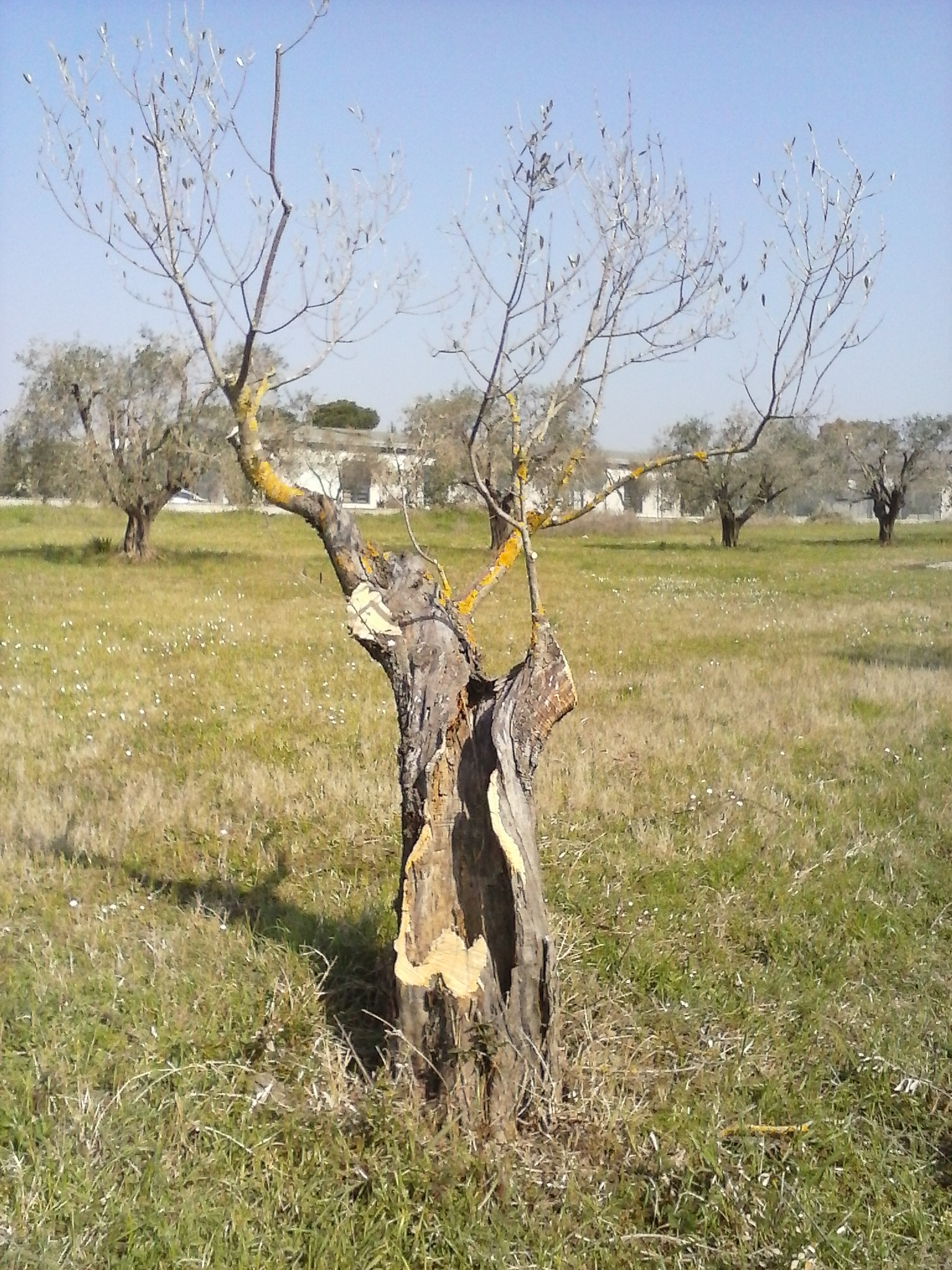
L'étrognage régulier qui induit la perte de feuillage et de branches à chaque taille, implique un moindre besoin en eau, ce qui conduit l'aubier à se réduire et le duramen à se rapprocher de la périphérie du tronc, facteur favorisant l'attaque des champignons lignivores et l'aspect très mince des parois du tronc creux d'un vieux saule têtard.

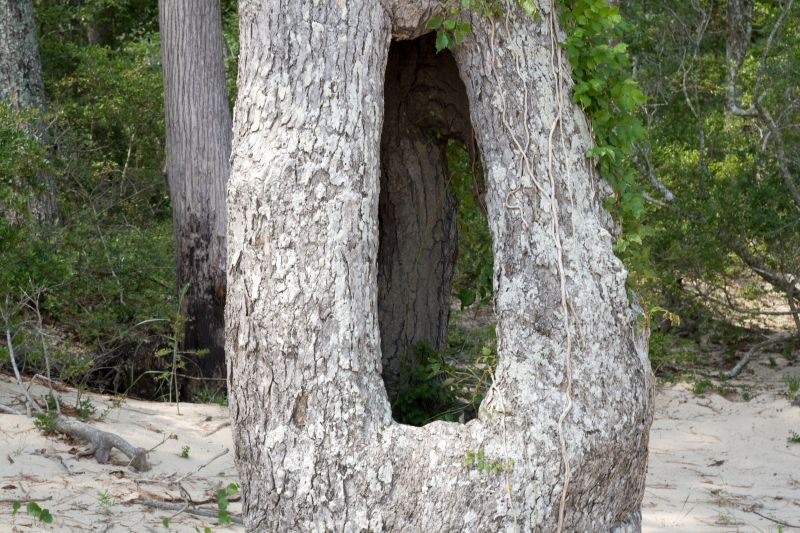
Une cavité s'est formée à la base de cet arbre.

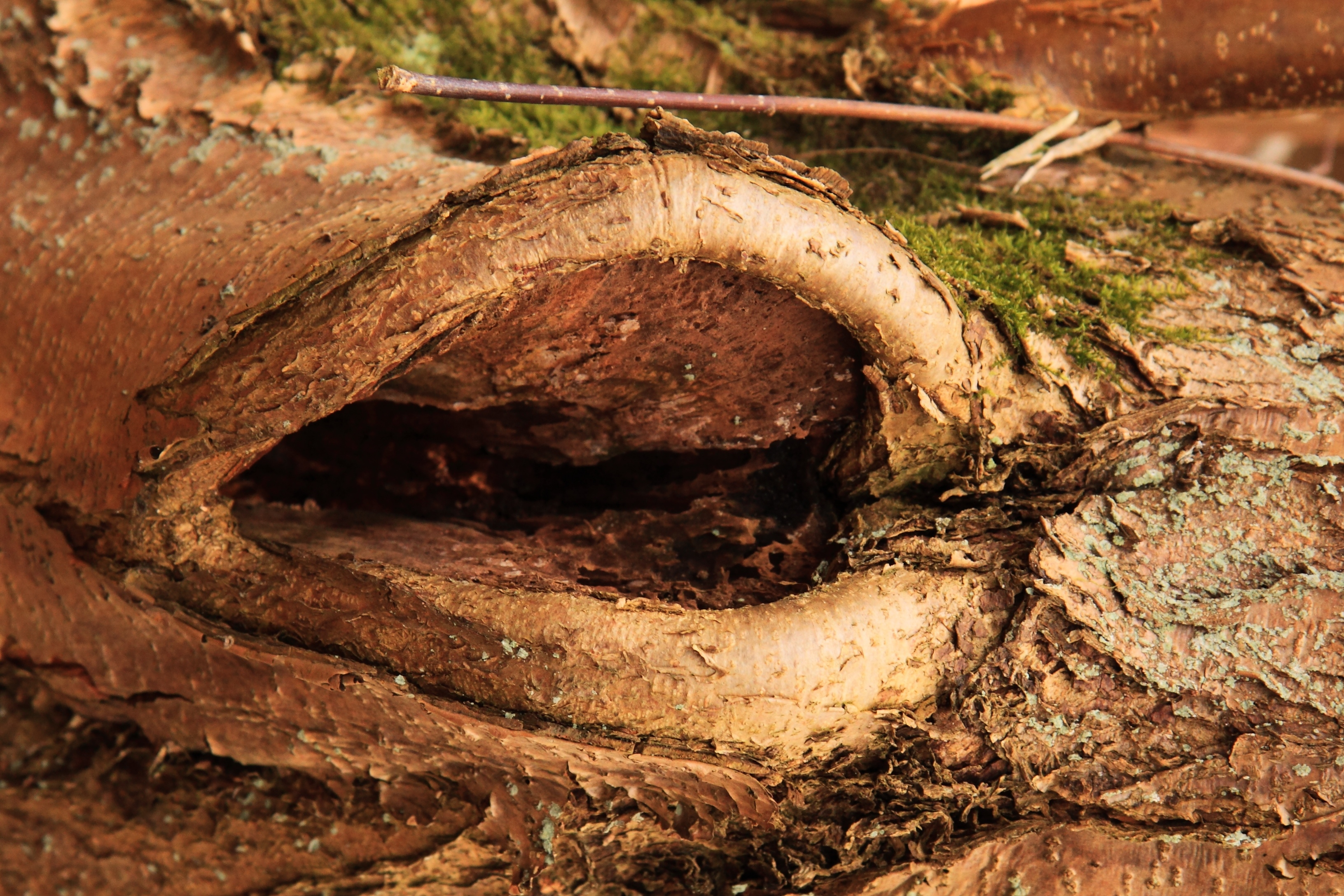
Bourrelet de renforcement sur plaie.

Un arbre creux, appelé aussi arbre à cavités, est un arbre, souvent âgé, vivant ou mort, dans lequel une cavité s'est formée dans le tronc ou les branches.
Ces cavités se forment naturellement chez de nombreuses essences d'arbres, le bois de cœur interne, ou bois statique, pouvant être dégradé par des champignons lignivores. Il ne s'agit pas d'un signe de fin de vie de l'arbre, les tissus vivants étant situés en périphérie, l'arbre peut encore vivre et se développer tout à fait normalement. Elles sont une caractéristique importante des peuplements forestiers, offrant des ressources ou un habitat pour nombre d'animaux, vertébrés ou invertébrés, et même aquatiques quand le trou contient une réserve d'eau plus ou moins permanente. Elles illustrent aussi l'utilité de conserver du bois mort et des arbres sénescents (en forêt ou ailleurs).
Certains trous peuvent aussi être créés par des parasites (notamment des champignons), des animaux comme les pics, d'autres peuvent être creusés ailleurs que dans de vrais arbres, comme dans de gros cactus (par exemple le saguaro) ou apparaître à la suite d'actions de taille (notamment sur les arbres têtards).

## Formation

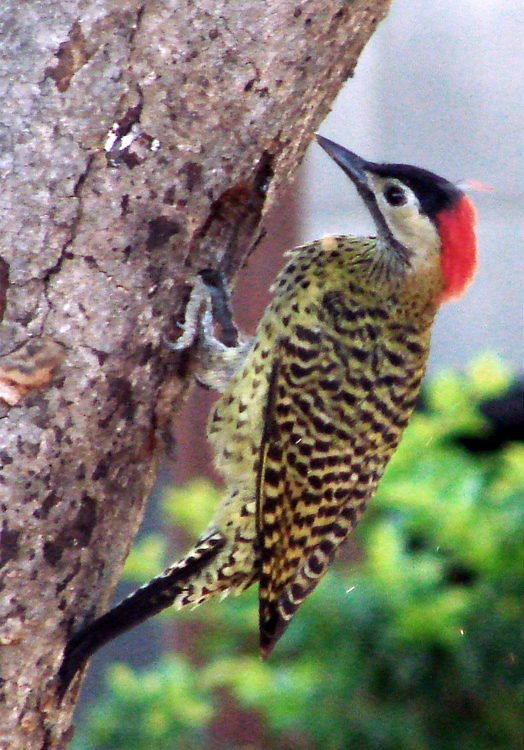
Pic vert et noir (Colaptes melanochloros) devant son trou. Les pics peuvent creuser pour nicher à l'abri comme pour trouver leur nourriture et en particulier les larves d'insectes xylophages.

### Dans la nature
Des cavités se forment à la suite d'un stress physiologique, biotique ou abiotique :
- tel qu'une rupture de branche par la foudre, l'action d'animaux...
- ou tel que l'affaiblissement plus général d'un arbre, favorisant le développement de parasites opportunistes (chancres, champignons lignivores et saprophytes...)
- En outre, les arbres perdent spontanément celles de leurs branches inférieures qui manquent d'ensoleillement (autoélagage, ou étiolement) au fur et à mesure de leur croissance, ce qui expose parfois l'aubier (xylème) de la zone d'insertion de la branche[4].

Divers organismes saproxylophages peuvent peu à peu dégrader le xylème (l'aubier) ou le bois de cœur (duramen). Le xylème peut être parasité par des champignons, des bactéries et quelques insectes (comme les coléoptères xylophages). La propagation des champignon dans le xylème est cependant limitée par sa forte proportion d'eau qui rend le milieu anaérobique et peu propice au développement des micro-organismes lignivores. Le duramen (dit bois non fonctionnel) est quant à lui plus aisément colonisé (comme la Fistuline hépatique qui provoque de la pourriture cubique). Cette nouvelle considération du développement préférentiel de la pourriture dans les arbres dans le bois non fonctionnel vient rediscuter le parasite des arbres, avec une perception nouvelle de co-évolution des champignons et des arbres comme une normalité dans le vieillissement des arbres.
Les animaux excavateurs, comme les pics, ne peuvent s'attaquer au bois trop résistant de la périphérie du tronc s'il n'a pas été préalablement dégradé par des micro organismes qui permettent aux larves d'insectes de se développer. De nombreux animaux agrandissent alors ou entretiennent ces creux à l'aide de leur bec, leurs dents ou leurs griffes,. Certaines cavités peuvent retenir de l'eau et former des dendrotelmes. Les cavités humides, sèches et inondées accueillent des espèces différentes.
La taille des cavités dépend généralement de l'âge de l'arbre et de son état de santé. Par exemple, les eucalyptus développent des cavités à tout moment de leur vie, mais il faut que l'arbre atteigne un certain âge pour que ces cavités deviennent appropriées pour les vertébrés, et qu'il soit encore plus âgé pour profiter aux plus grandes espèces animales. Des arbres taillés par l'homme peuvent développer des cavités plus précocement (notamment pour l'arbre têtard).

### Emplacements artificiels
Des animaux ont déjà été observés utilisant des structures artificielles comme des substituts aux cavités naturelles. Par exemple des opossums pygmées dans le tuyau d'un silo à grains, ou des pardalotes dans le tuyau horizontal d'une balançoire pour enfants. Les nichoirs qui sont également spécialement conçus et construits par l'homme dans le but d'aider à la conservation et à l'observation de la faune, comme les nichoirs pour oiseaux ou pour chauve-souris ne sont finalement que des « imitations de trous d'arbres ». La taille du nichoir, l'orifice d'entrée et la hauteur de placement peuvent être choisis pour favoriser certaines espèces. Les cavités naturelles sont encore généralement préférées pour la conservation des habitats.

### L'Homme et les cavités d'arbres
Pour protéger des arbres à cavités, supposés menacés par des attaques de champignons, bactéries et insectes des fongicides et produits dit "cicatrisants" ont été par le passé appliqués à l’intérieur des cavités. Ces produits ce sont avérés parfaitement improductifs, voire contre-productifs, et toxiques pour beaucoup d'espèces. Dans les années 1980 il n'était pas rare que du béton soit coulé dans des cavités ; une pratique presque abandonnée.
Les récentes évolutions de la compréhension des mécanismes de défense des ligneux (voir l'article Compartimentation pour plus de détails), des phénomènes de compensation des structures ligneuses, des stratégies co-évolutives des organismes, ainsi qu'une vision plus globale des interactions écologiques propres à ces cavités, tendent à modifier notre perception des enjeux liés à ces cavités.
Par exemple, on sait maintenant que d'un point de vue physiologique, une cavité pleine d'eau favorise un milieu anaérobie, limite le développement des champignons lignivores et peut être intéressante pour la biodiversité.
Les déchets organiques parfois cumulés dans les cavités, types feuilles, bois mort ou déjections favorisent l'apparition de racines adventives qui utilisent cette nouvelle ressource, participent de fait à l'apport carboné nécessaire au végétal pour lutter naturellement contre les stress et parasites (lutte intégrée).
Les solutions curatives parfois encore utilisées (perçage, drainage, curetage...) apparaissent toutes comme contre-productives.
D'un point de vue mécanique, lorsque les végétaux ont les capacités physiologiques de s'adapter à leurs particularités, les réactions par déformations et la prise de diamètre des axes impactés rendent les structures aussi solides, et parfois plus solides, que des arbres indemnes et d'un diamètre moindre.
L'interventionnisme sur ces écosystèmes fragiles et leurs délicates interactions, est aujourd'hui très discuté. La conservation d'arbres à cavités, vieillissants ou tels que les arbres têtards, est aujourd'hui encouragée, pour la protection de la diversité spécifique et globale.

## Importance écologique

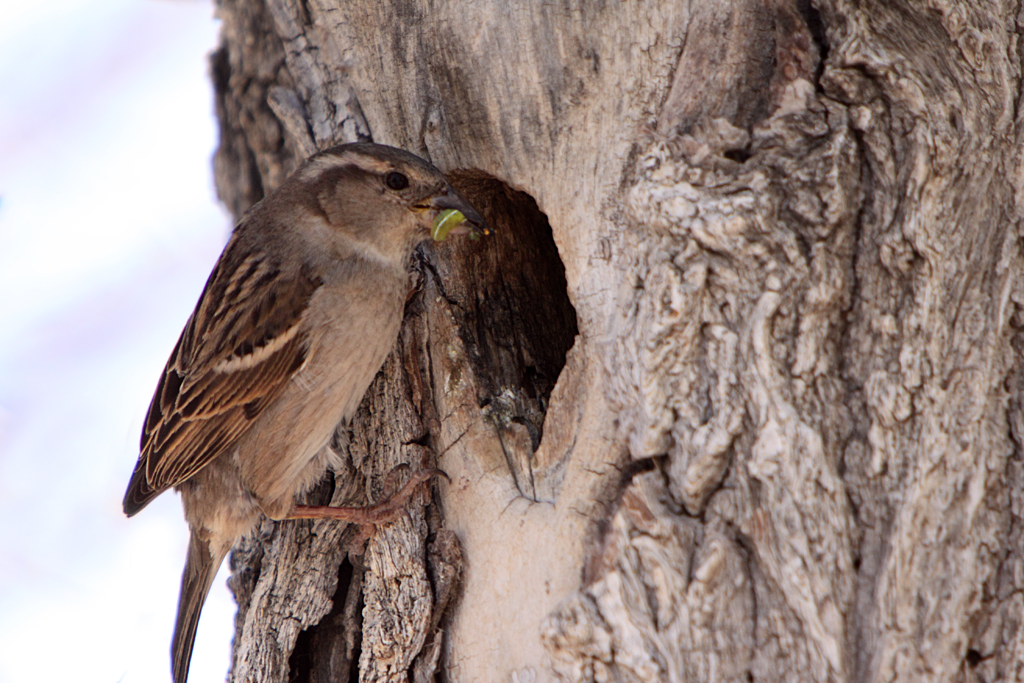
Moineau domestique Passer domesticus) nichant dans un creux d'arbre. La femelle vient nourrir son petit.

Le nombre de vieux arbres et d'arbres à cavités tend à diminuer, par l'abandon des pratiques culturelles, et une aversion au risque grandissante. Aussi la conservation de la faune, flore et fonge ou des communautés microbiennes associées aux arbres creux est devenue un problème dans de nombreuses régions du monde. En Amérique du Nord, le rétablissement des populations des merlebleus de l'Est (Sialia sialis) a exigé la mise en place de nichoirs en raison de la perte de cavités naturelles. La rareté des arbres morts ou creux dans les forêts scandinaves est une menace clé sur le mode de vie des oiseaux indigènes : en Suède, près de la moitié des espèces menacées est dépendante des cavités du bois mort, sous toutes ses formes.
Les cavités des arbres jouent un rôle important mais complexe pour la survie de nombreuses espèces. Ainsi une cavité inondée pourrait favoriser des moustiques vecteurs de certaines maladies (ex : dengue ou encéphalite de La Crosse) mais d'autres cavités ou les mêmes peuvent aussi favoriser des chauves-souris grandes consommatrices de ces insectes. Il est peu probable que les nichoirs puissent se substituer à toutes les fonctions des creux d'arbres naturels, même s'ils se montrent parfois utiles aussi à certains coléoptères saproxylophages.
On trouve par exemple dans les cavités sèches d'arbres creux ou sénescents ou morts diverses espèces de champignons. 
Les cavités contenant de l'eau abritent aussi des champignons aquatiques (hydrofonge), qui constituent un véritable micro-réseau de zones humides perchées, formant des écosystèmes particuliers (une étude hongroise y a trouvé quelques espèces de champignons aquatiques et aéroaquatiques, qui y sont communément présents : Alatospora acuminata, Articulospora tetracladia, Camposporium pellucidum, Colispora cavincola (ou Dactylella submersa), Helicodendron paradoxum, Helicodendron westerdykiae , Tricladium castaneicola (ou Tricladium sp.) , outre Triadelphia hungarica (Révay, 1987) et Colispora cavincola également détectés (Gönczöl and Révay, 1996), Gönczöl a montré en 1976 que les populations fongiques qu’on y trouve varient significativement entre juillet et octobre (alternance de champignons aquatiques et aéroaquatiques). Dans les mêmes habitats de cette région, on a aussi observé Diplocladiella scalaroides, Oncopodiella trigonella, Triadelphia heterospora, T. uniseptata et Pseudospiropes obclavatus. Et les arbres têtards, riches en cavités hébergent aussi une flore épiphyte particulière. Outre les espèces fongiques, une mousse comme Codonoblepharon forsteri a pour habitat obligatoire les suintements tanniques issus des cavités mouillées de Chênes et de Hêtre.

### Habitats d'espèces
Les arbres creux ou à cavités sont un habitat important pour de nombreuses espèces sauvages qui y forment des assemblages d'organismes souvent très spécialisés. Ils sont cruciaux quand les autres ressources n'offrent aucun substitut possible, pour des abeilles coloniales par exemple.
Les animaux peuvent utiliser ces creux et cavités comme abris pour la journée ou pour la nuit, ainsi que pour élever leurs petits, trouver leur alimentation, gérer leur thermorégulation, ou encore pour faciliter le comportement grégaire et la dispersion. L'utilisation de ces cavités peut être opportuniste plutôt que forcée, et il est parfois difficile de déterminer la nature d'un rapport entre certaines espèces et ces trous : ce rapport peut varier au sein d'une même espèce selon la répartition ou dépend des conditions climatiques.

Les facteurs de choix de la cavité utilisés par les animaux comprennent la taille et la forme de l'entrée, la profondeur et le degré d'isolation. De tels facteurs affectent considérablement la fréquence d'utilisation d'un creux, notamment au fil des saisons. Les critères de choix sont souvent grossiers, mais chez les chauves-souris européennes on note par exemple que les arbres-gîtes sont souvent vivants, car offrant une bien meilleure isolation thermique, et que les conifères sont le plus souvent évités, probablement à cause de leur résine, le chêne étant le favori des chiroptères. Enfin, les différentes essences réagissent différemment aux contraintes mécaniques. Selon leurs caractéristiques certains arbres se fendront ou craqueront, etc. Les critères de choix employés par les animaux rendent l'utilisation des cavités variable, souvent fonction des saisons. L'utilisation faite par les invertébrés n'a pas été aussi bien étudiée qu'elle ne l'a été pour les oiseaux, les mammifères et d'autres vertébrés.
Certaines plantes et champignons utilisent aussi ces cavités pour se développer.

### Espèces concernées
Les creux dans les arbres tombés sont également très importants pour les animaux comme les échidnés, numbats, les chats marsupiaux et de nombreux reptiles comme les varans. Dans les cours d'eau, les arbres creux peuvent être utiles à certains animaux aquatiques pour y vivre ou y pondre. Les creux humides (dendrotelmes) sont propices à différents diptères tels les Ceratopogonidae, les Chironomidae ou encore les Culicidae (moustiques) pour leur reproduction. D'autres insectes peuvent eux habiter l'arbre, comme divers hyménoptères (abeilles, frelons…) qui y établissent leur nid. Les cavités humides sont également appréciées de nombreux amphibiens, comme les grenouilles arboricoles du genre Litoria, ainsi que de reptiles arboricoles, notamment des serpents, des geckos et des scinques.
Divers oiseaux dépendent de ce type d'habitat où ils établissent leurs nids et élèvent leurs jeunes à l'abri d'une grande partie des prédateurs, comme le font les Ramphastidae (toucans et apparentés), les calaos et les bucorves, les Picidae (pics et apparentés), les Strigidae (chouettes, hiboux…) ainsi que d'autres rapaces, diurnes eux, comme différents faucons et éperviers, de nombreux canards, grimpereaux ou encore les merlebleus. Côté mammifères, on retrouve de nombreuses chauves-souris, les rongeurs (loir, écureuils, etc.), des mustélidés (hermine, fouine et autres martres…) et même de plus grosses espèces, comme renards, ratons laveurs, chats sauvages, lièvres jusqu'à certains ours.

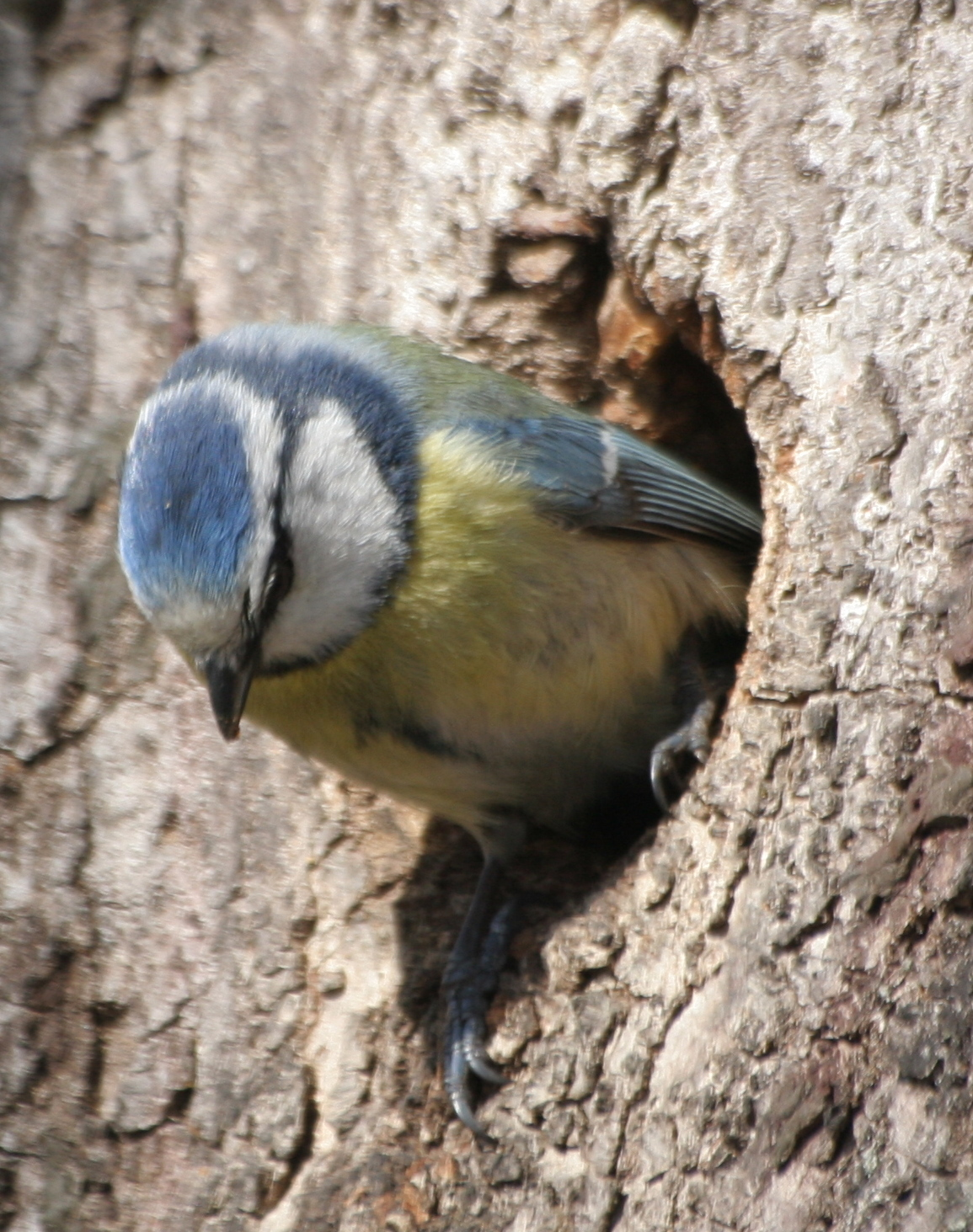
Une mésange bleue à la sortie de son nid, installé dans un tronc.
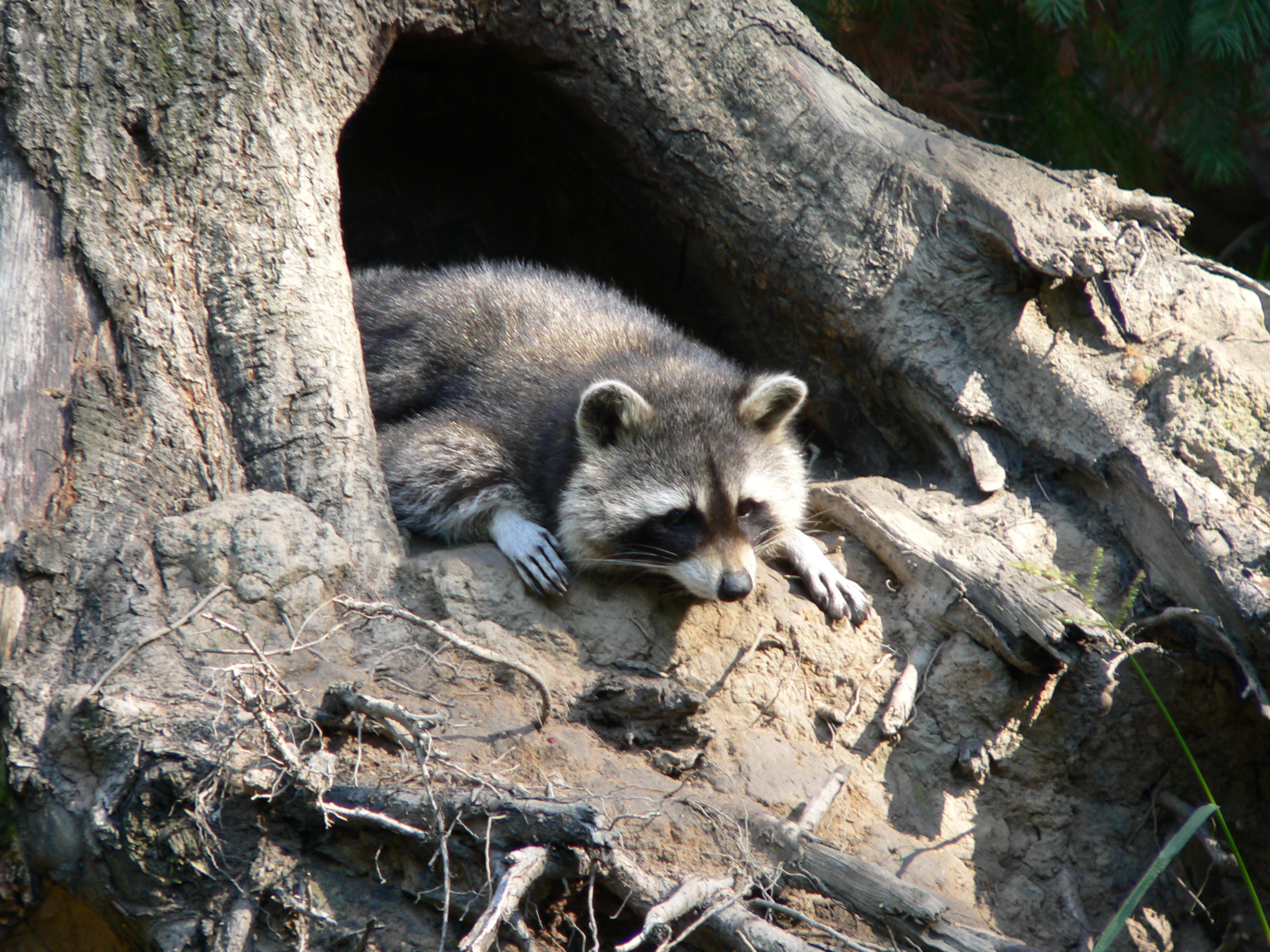
Un raton laveur dans le creux d'un arbre au sol.
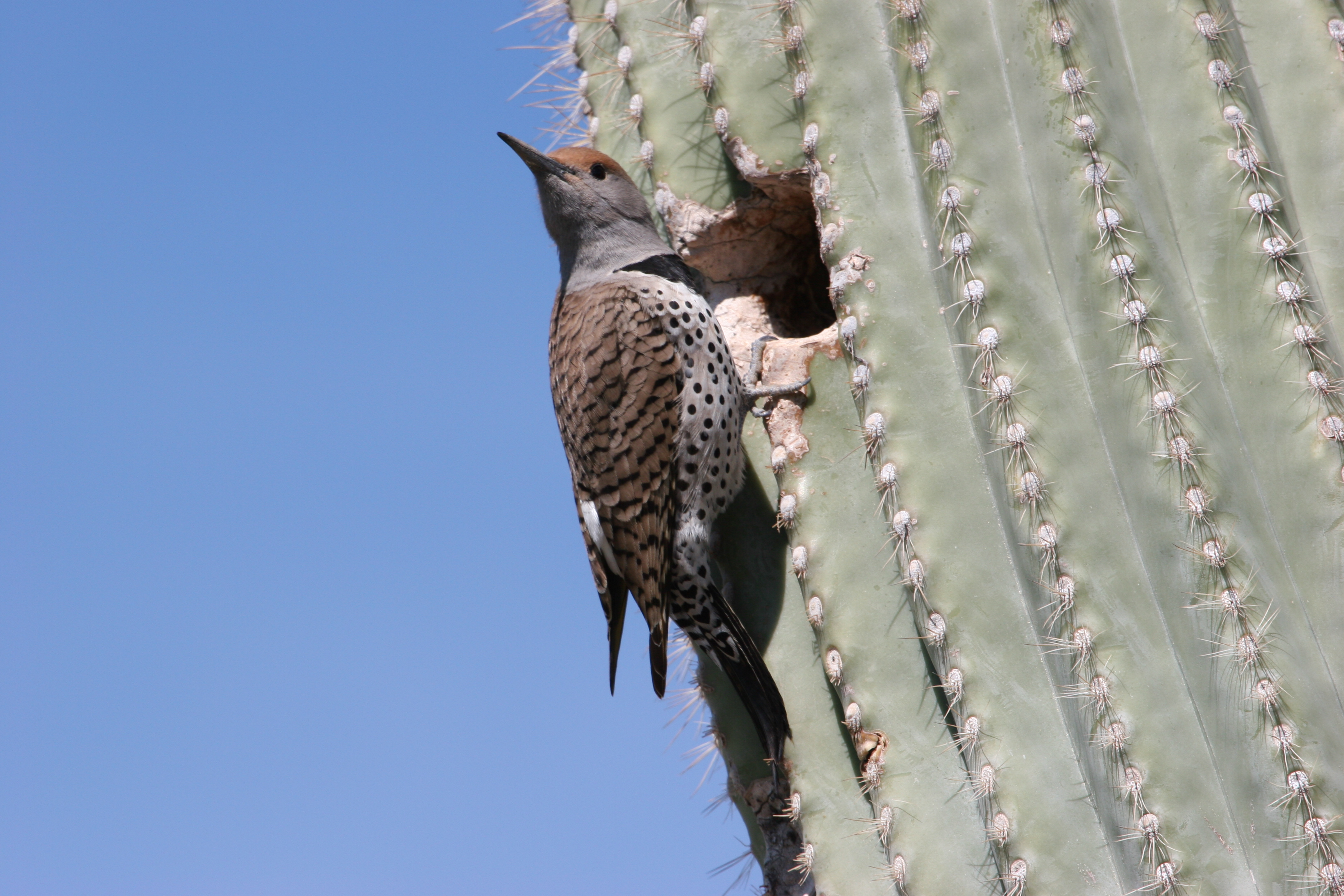
Un pic chrysoïde (Colaptes chrysoides) a installé son nid dans un saguaro, pratique courante chez l'espèce.
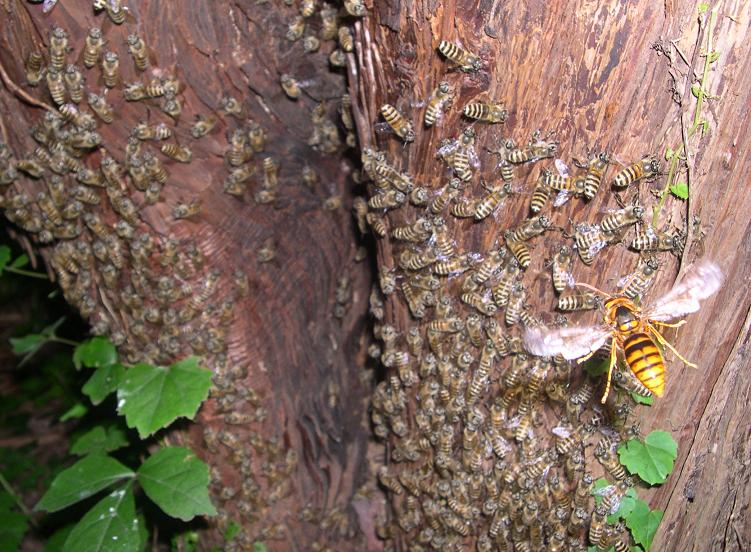
Un frelon Vespa simillima xanthoptera espère capturer une abeille de la colonie qui a installé son nid dans le tronc de cet arbre.

### Études de cas

#### Australie
En Australie, au moins 304 espèces de vertébrés utilisent les cavités d'arbre : 29 amphibiens, 78 reptiles, 111 oiseaux et 86 mammifères, soit pour l'Australie 13 % de toutes les espèces terrestres d'amphibiens, 10 % des reptiles, 15 % des oiseaux et 31 % des mammifères qui utilisent, au moins occasionnellement, les arbres creux. Environ 100 de ces espèces sont maintenant rares, menacées ou quasi-menacées selon la législation australienne ou du Commonwealth, en partie en raison de la suppression des arbres creux,.
Les menaces pour ce type d'habitat sont : la sylviculture en forêt, voire la déforestation et le défrichement, la collecte du bois de chauffage, le dépérissement forestier (à cause par exemple d'inondations ou de la salinité). S'ajoutent à cela les espèces nuisibles et introduites comme le Martin triste (Acridotheres tristis) ou l'abeille européenne (Apis mellifera) qui concurrencent les trous d'arbres aux espèces autochtones ; les chats domestiques et harets ainsi que les rats noirs peuvent attaquer les animaux utilisant ces troncs creux et ont été particulièrement préjudiciables aux populations insulaires ; et certaines espèces indigènes utilisant les arbres creux ont augmenté leur densité de peuplement ou leur répartition depuis l'arrivée des Européens, tel que le Cacatoès rosalbin (Eolophus roseicapilla), le Cacatoès corella (Cacatua sanguinea) et le Phalanger renard (Trichosurus vulpecula), et concurrencent des espèces indigènes moins communes.

#### Russie, Chine, Corée
Les ours noirs d'Asie (Ursus thibetanus), aussi connus sous le nom d'ours à collier, préfèrent dans les parties nord de leur répartition (province russe de Primorye, la Chine, et les deux Corées) passer l'hiver dans de grands trous d'arbre, dans lesquels les femelles donnent également naissance aux oursons. Les menaces incluent la déforestation massive dans ces contrées, combinée au braconnage opéré sur les ours en train d'hiverner — avec la destruction sélective des meilleurs arbres creux. En Russie, des tentatives (parfois réussies) sont faites pour reconstituer de tels arbres cassés. Malheureusement, seule une faible portion de tous les arbres endommagés peut être reconstituée dans le Primorye, où les forêts sont allègrement exploitées sans tenir compte de la mégafaune.

## Les arbres creux dans la culture

### Arbres creux renommés
Chênes

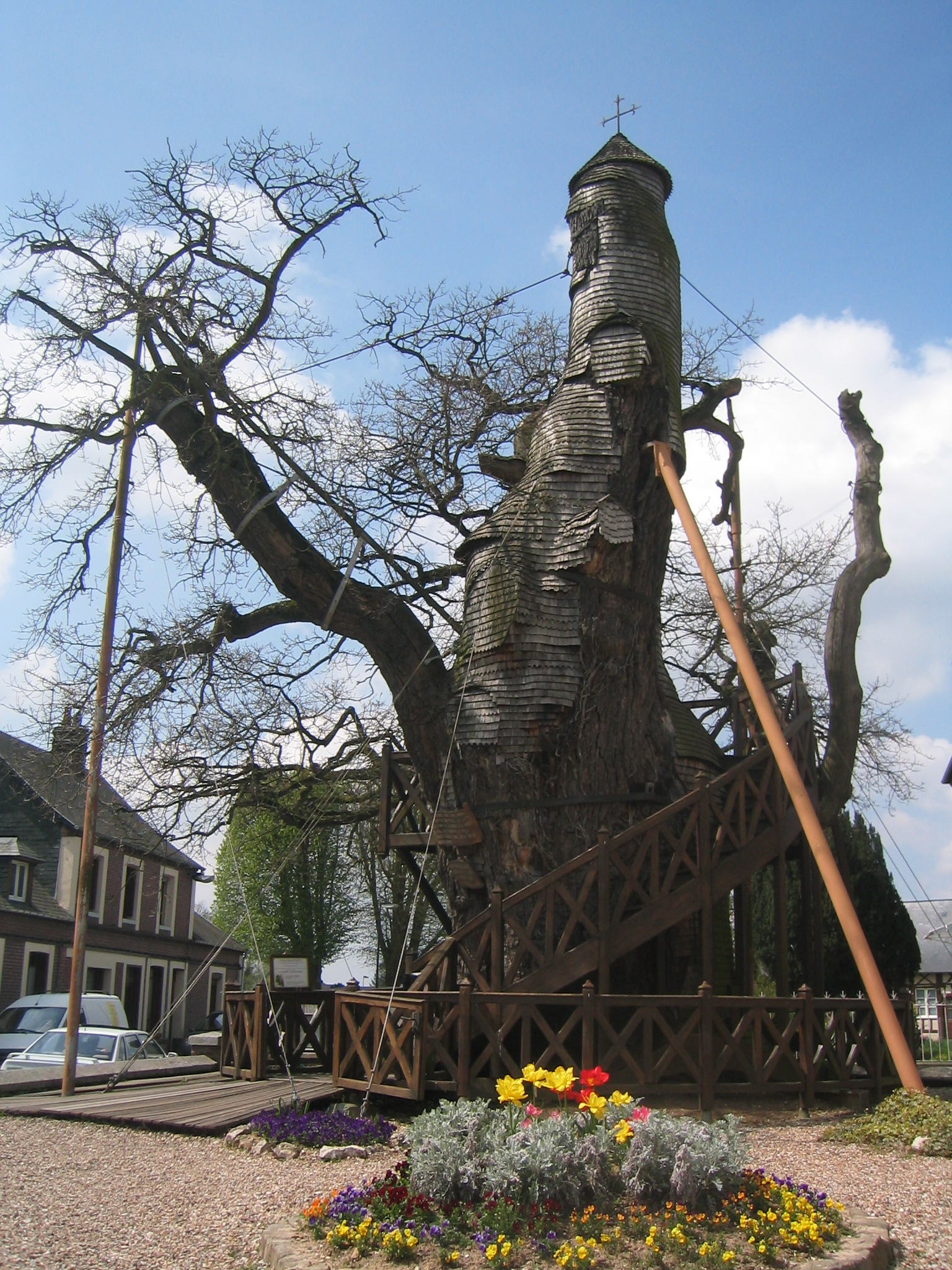
Le chêne d'Allouville en avril 2006.

Le plus vieux chêne de France serait un chêne pédonculé d'Allouville-Bellefosse en Seine-Maritime. Planté durant le IXe siècle, il se creuse avec le temps. En 1696 l'abbé du Détroit, curé du village, parvient à faire rentrer 40 enfants à l'intérieur de l'arbre et réussit à aménager celui-ci pour y établir une chapelle pour la vierge Marie ainsi qu'une cellule ermitale pour un ami, le père du Cerceau,. Le chêne gagne en renommée, apparaissant sur des gravures, faisant l'objet de poèmes et se voyant attribuer de prétendus pouvoirs magiques. Bien que victime de la foudre en 1912, il produit encore aujourd'hui feuillage et glands, son aubier, la partie la plus active de l'arbre où la sève circule, étant intact. Il est néanmoins soutenu par une structure métallique. Classé monument historique en 1932, il est l'objet d'un film en 1981, Le Chêne d'Allouville, et est visité par plus de 30 000 visiteurs chaque année.
D'autres « chênes-chapelles » existent, comme à Saint-Sulpice-le-Verdon ou à Villedieu-la-Blouère. À Liernu, un gros chêne par ailleurs jumelé à celui d'Allouville, s'est également vu servir d'abri, accueillant tour à tour outils de cultivateurs, joueurs de cartes, atelier de rétameur et pèlerins.
Robinier du square Viviani

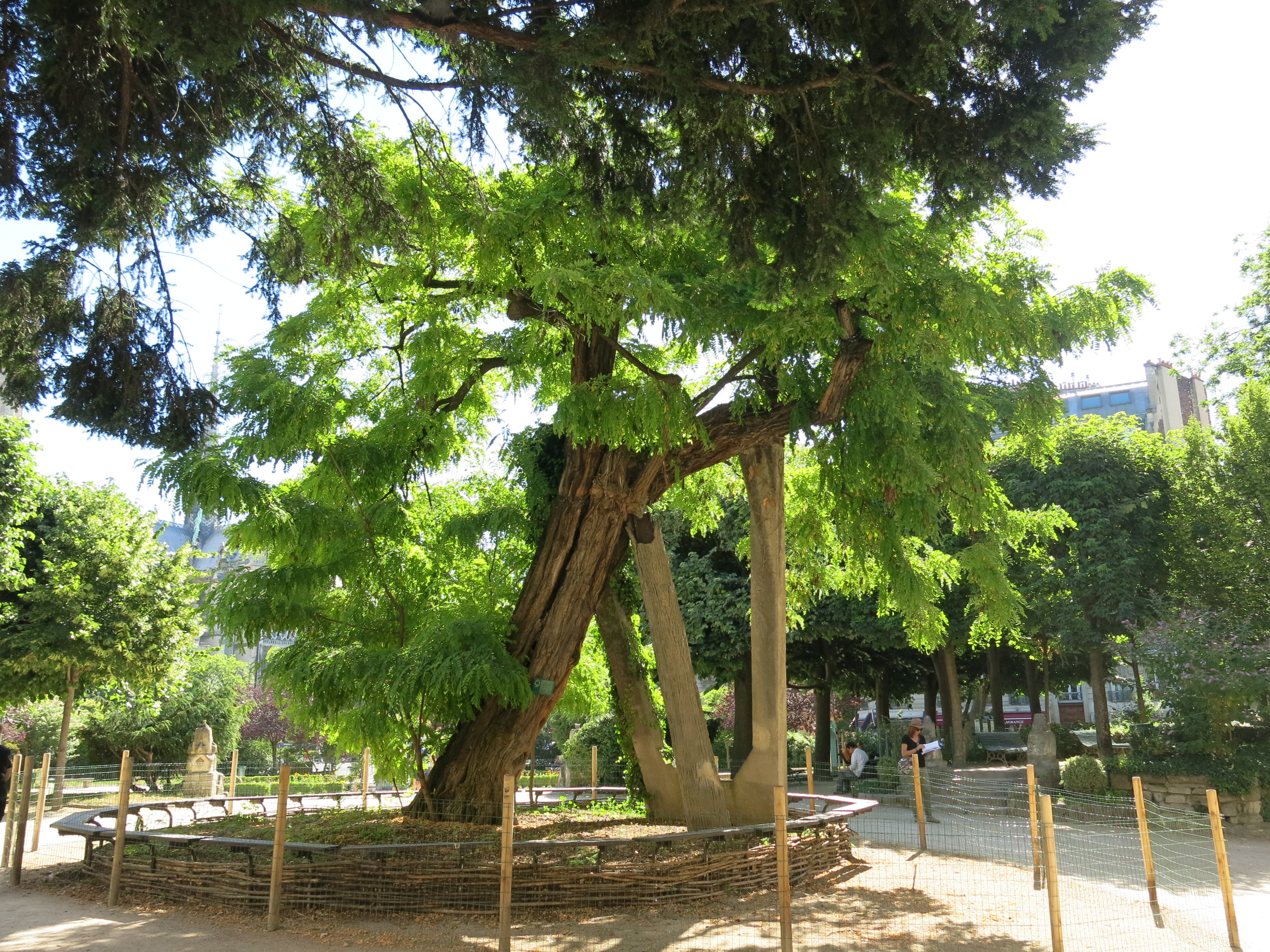
Robinier du square Viviani avec au fond l'église de Saint-Julien-le-Pauvre.

Dans le 5e arrondissement de Paris, un robinier faux-acacia (Robinia pseudoacacia) a été planté en 1601 par le botaniste Jean Robin dans le square René-Viviani. Il mesure aujourd'hui 15 m de haut et est considéré comme le plus ancien de Paris. Il ne tient aujourd'hui debout que grâce au béton qui a comblé le profond creux du tronc.

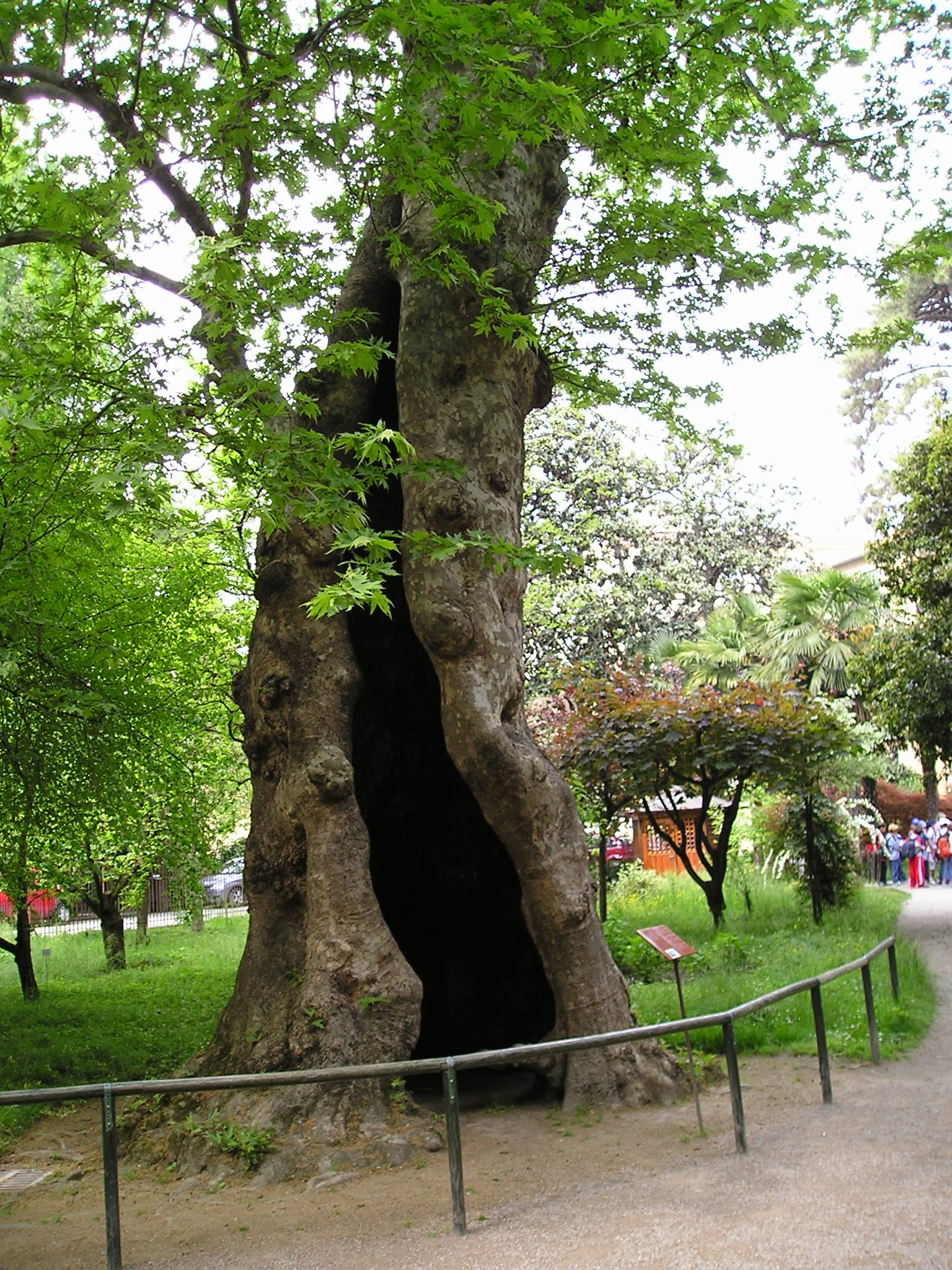
Base du platane creux dans le jardin botanique de Padoue.

Platane creux du jardin botanique de Padoue
Dans l'arboretum du jardin botanique de Padoue, pousse un arbre à forte valeur historique : un platane d'Orient (Platanus orientalis) planté en 1680. Aujourd'hui gigantesque, il a subi les attaques de la foudre et un trou béant parcourt son tronc, notamment visible à la base de l'arbre.
Boab Prison Tree

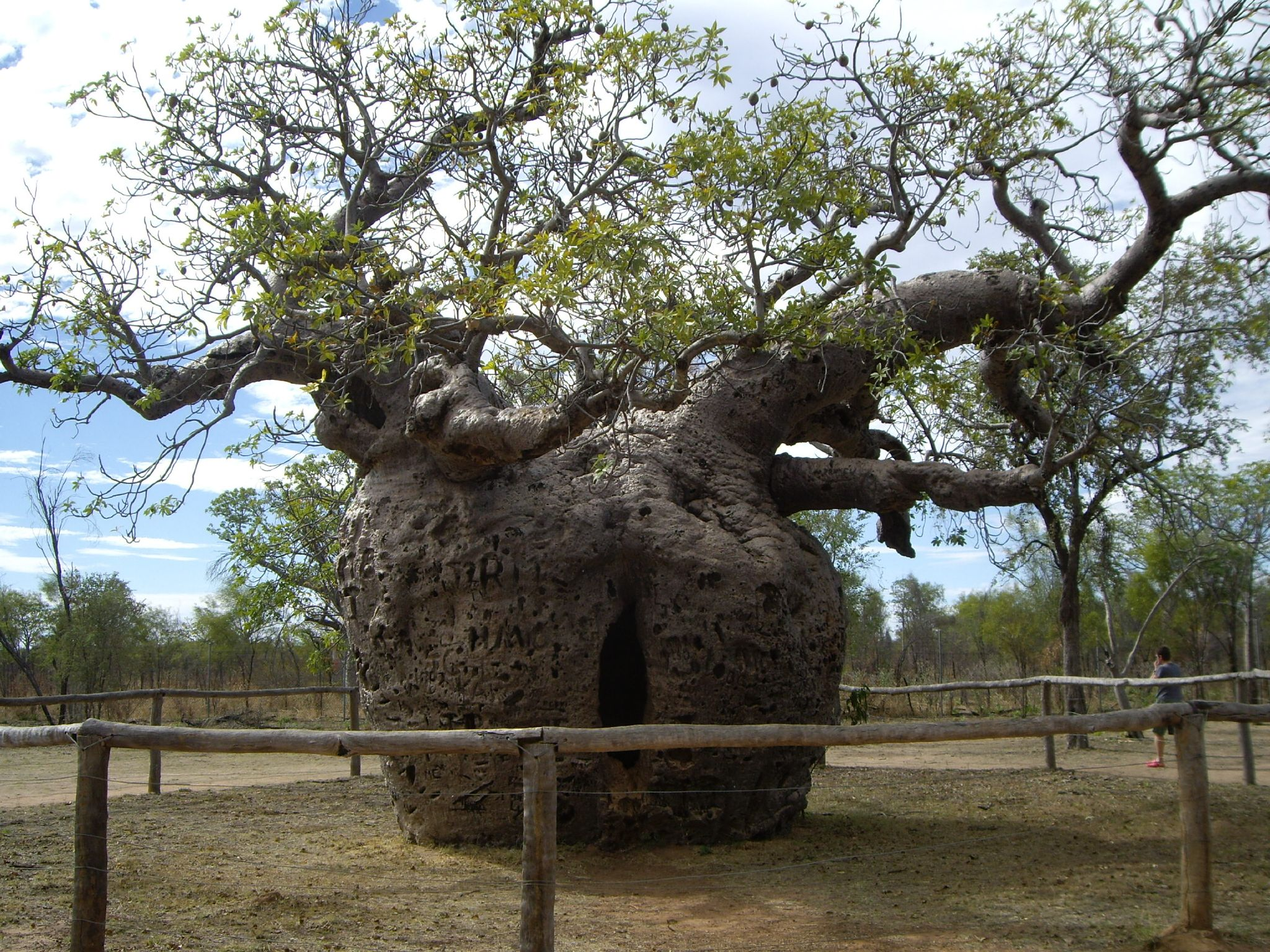
Le baobab-prison.

Le Boab Prison Tree est un baobab australien (Adansonia gregorii, appelé « Boab » par les anglophones) au tronc très renflé (14 m de circonférence) et entièrement creux, situé à 900 km au sud de Derby, en Australie-Occidentale, et ayant servi dans les années 1890 à enfermer les Aborigènes d'Australie en chemin pour être jugés à Derby. On le dit plusieurs fois centenaire, et encore debout aujourd'hui, il est devenu une attraction touristique, parfois la cible de vandalisme. Le Prison Tree de Derby n'est pas un cas isolé et la pratique est survenue en plusieurs du Kimberley.

### Pratiques autour des arbres creux, rites, superstitions
« Arbres à vierges »
Un culte dendrolâtre existant sous le christianisme est celui des arbres dits « à vierges », dans lequel on creusait une niche, un trou non naturel donc, où l'on plaçait une statuette de la vierge Marie. L'arbre finissait par cicatriser en engloutissant la statuette dans ses fibres.
« Ruches-tronc »

Récolte du miel dans un arbre creux il y a huit mille ans.

Les « ruches-tronc » étaient utilisées dès la Préhistoire par les humains pour s'approvisionner en miel, au moins depuis 6 000 ans avant Jésus-Christ comme l'atteste une peinture rupestre dans la grotte de l'araignée, en Espagne. Les arbres creux (ou creusés) constituèrent donc les premières ruches pour l'Homme, et leur usage se serait perpétué localement jusqu'au Moyen Âge, même si des techniques d'enruchage plus sophistiquées s'étaient ailleurs développées dès l'Égypte antique. Aujourd'hui certains essaims nichant dans les arbres sont délocalisés vers des ruches modernes afin d'être facilement exploités par l'humain ; par ailleurs l'emploi d'enclos-apiers en Côte d'Azur, appelés « bruscs » en patois cévenol ou « bournios » en patois occitan, et notamment les ruches-tronc traditionnelles des Cévennes, est perpétué encore aujourd'hui.
Baobabs creux
Les baobabs creux, qu'ils soient d'Australie, du continent africain ou de Madagascar ont été l'objet d'utilisations particulières ; pouvant vivre plus de 2 000 ans ils se creusent profondément avec l'âge. En plus des baobabs-prisons, ces arbres, une fois aménagés, servaient de réserve d'eau remplie par les pluies et pouvant accueillir des milliers de litres du liquide souvent rare à la saison sèche. De manière plus insolite et isolée, les cavités des baobabs ont déjà servi d'arrêt de bus, d'emplacement pour un bar, de toilettes…

Côté superstition, en Afrique on pensait qu'une personne réfugiée au creux d'un baobab ou dans ses branches était protégée par l'arbre, ne pouvait être victime de qui ou de quoi que ce soit.
Arbres de vie, arbres de mort
Une pratique des contrées germaniques consistait à planter un arbre à la naissance d'un enfant. À la mort de l'individu, cet arbre appelé « arbre de mort », « arbre-tombe » ou « Todtenbaum » était évidé afin de recevoir la dépouille du défunt, puis enseveli ou abandonné au fleuve. Pour Jung l'arbre est alors un fort symbole maternel, offrant protection, refuge, d'autant plus quand il est creux, pouvant aller jusqu'à représenter le sexe féminin,,. Il en est également ainsi de l'eau, ici celle du fleuve où le « cercueil » végétal est placé. Selon le psychanalyste, « le mort est remis à la mère pour être ré-enfanté ». Cette utilisation des arbres creux se retrouve dans d'autres cultures, comme au Cameroun, et est peut-être l'ancêtre du cercueil menuisé. Au Sénégal, les griots étaient parfois enterrés dans des baobabs creux, comme reporté depuis le Saloum par André Alvares d'Almada, auteur portugais, en 1594.

### Dans les récits, contes et légendes
Les « arbres géniteurs » comme analysés par Jung trouvent plusieurs échos dans les récits folkloriques. Un conte indien narre qu'un vieillard aurait retrouvé sa jeunesse en passant à travers un chêne creux. Un rite païen consistait à guérir un enfant en le faisant passer entre les racines ou dans le creux d'un chêne. L'exemplum 2661 de Frédéric C. Tubach raconte qu'une hostie placée dans le creux d'un arbre se métamorphosa en enfant.
Représentant également l'abri, la cachette, les arbres creux interviennent dans un certain nombre de contes folkloriques. Ils servent ainsi parfois dans les légendes de domicile aux korrigans, ou de lieu de sabbat pour les sorcières, comme dans la légende du Creux-Chêne. Légendes mises à part, aux Épesses on raconte qu'un prêtre réfractaire à la constitution civile du clergé, l'abbé Chapelain, s'était caché dans un chêne creux avant d'être découvert puis exécuté par des révolutionnaires. Un vitrail de l'église de Saint-Hilaire-de-Mortagne où il était vicaire rappelle le souvenir de ce prêtre martyr ainsi qu'une plaque sur ledit arbre, toujours debout. Une histoire similaire a rendu célèbre le chêne à Guillotin.
Dans la nouvelle Sleepy Hollow, la légende du cavalier sans tête, adaptée au cinéma par Tim Burton par un film homonyme, le cavalier maudit et meurtrier jaillit du tronc d'un vieil arbre aux formes torturées, dit « arbre des morts ».